# São Gonçalo do Pará
São Gonçalo do Pará é um município brasileiro localizado no Centro-oeste do estado de Minas Gerais.

## História

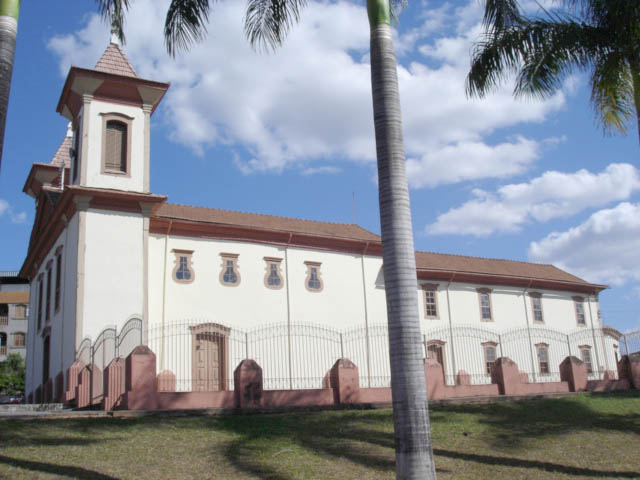
Matriz de São Gonçalo, no centro de São Gonçalo do Pará.

A criação do povoado de São Gonçalo do Pará teve ligação muito estreita com os surtos revolucionários dos mineradores da Capitania de Minas Gerais, em 1717. Filipe de Freitas Mourão, português, faiscador de ouro, trabalhava nas minas de Pitangui na época colonial. Por estar envolvido em movimentos revolucionários contra a cobrança de impostos sobre ouro, fugiu junto com sua esposa, Estefânia de Mourão Bravo. Subiram em direção à nascente do rio Pará e encontraram com portugueses fugitivos de Vila Rica (Pero Gonçalves de Amarante e Estácio Campos de Borgonha).
Filipe de Freitas foi convidado pelos portugueses para ser capataz de escravos. Dava ordens nos garimpos e nas roças; depois, saía em busca de vestígio de ouro. Ele e alguns escravos enveredaram pelas matas próximas ao rio Pará explorando o terreno, chegaram a um ribeirão cujas terras onde ficavam suas margens eram boas para o cultivo de plantações. Deram ao lugar o nome de ribeirão dos Morais. Construíram ranchos de pau-a-pique com reboco e recobertos de sapé.
Terminadas as construções no ribeirão, para lá se transferiram em 18 de dezembro de 1723. Entronizaram  numa capela recém-construída a imagem de São Gonçalo do Amarante, que traziam em suas bagagens. Era o santo a quem os portugueses tinham uma grande devoção.
Filipe prolongou suas andanças, levando consigo escravos, e chegou a um local com uma grande reserva de madeira de lei. Neste local, iniciaria a formação do primitivo arraial, que futuramente levaria o nome de São Gonçalo do Pará. Em 1735, deram por encerradas todas as construções, inclusive de uma capela com a imagem de São Gonçalo do Amarante. Houve a sugestão de se chamar este local de Pará Acima. Filipe de Freitas afirmou ter feito uma parada naquele local, perto das margens do Rio Pará, quando viera de Pitangui; por isso, o povoado receberia o nome de Paragem do Pará em 7 de setembro de 1735.
De 1751 a 1755, uma nova igreja foi construída no mesmo local da antiga capela, com estilo barroco. Em 1750 o povoado passou a se chamar São Gonçalo do Pará, fazendo referência ao Rio Pará, o mesmo que trouxe os fundadores e hoje é linha divisória do atual município. Em 1870, o arraial de São Gonçalo do Pará foi feito distrito de Pitangui e anexado a Vila de Nossa Senhora da Piedade (Atual Pará de Minas).
Finalmente, a emancipação política veio a ser realizada em 1º de janeiro de 1949.

## Turismo

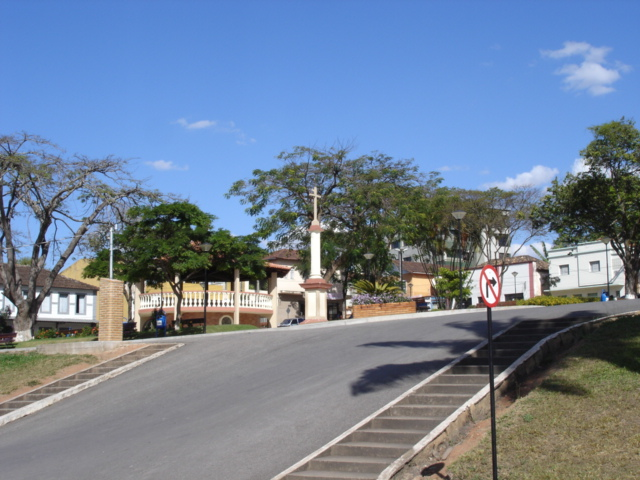
Praça Juscelino Kubitschek, no centro de São Gonçalo do Pará.

Como atrações turísticas o município apresenta a antiga igreja matriz, um cemitério de pedra bruta, construído pelos escravos e datado de 1855, a cachoeira existente no Ribeirão dos Morais e uma bela lagoa, formada por uma barragem.

## Hidrografia
O município de São Gonçalo do Pará está totalmente localizado dentro da Bacia do Rio Pará, que faz parte da Região Hidrográfica do Rio São Francisco. A maior parte do território do município, aproximadamente 71,0%, encontra-se dentro da Sub-bacia Baixo Rio Pará. O restante do território, de 29,0%, encontra-se na Sub-Bacia Rio São João.

### Principais cursos de água do município
- Rio Pará
- Rio São João
- Ribeirão dos Morais

## Economia
- Arrecadação Municipal: ($R)

| ANOS | ICMS      | OUTROS    | TOTAL     |
| 2001 | 752.748   | 407.671   | 1.160.419 |
| 2002 | 718.088   | 554.882   | 1.272.970 |
| 2003 | 1.024.118 | 494.787   | 1.518.905 |
| 2004 | 1.560.710 | 1.203.716 | 2.764.426 |

## População
- População Residente

| ANOS | URBANA | RURAL | TOTAL  |
| 1970 | 3.844  | 2.485 | 6.329  |
| 1980 | 4.426  | 1.803 | 6.229  |
| 1991 | 5.682  | 1.859 | 7.541  |
| 2000 | 6.214  | 1.758 | 7.972  |
| 2005 | -      | -     | 8.237  |
| 2007 | -      | -     | 10.308 |

- População Ocupada por Setores Econômicos: (2000)

| SETORES                                | No. DE PESSOAS |
| Agropecuário, extração vegetal e pesca | 495            |
| Industrial                             | 1.282          |
| Comércio de Mercadorias                | 432            |
| Serviços                               | 1.045          |
| TOTAL                                  | 3.254          |

## Saúde
- Serviços de Saúde 2005

| SETORES                                                                            | Estabelecimento |
| Estab. de Saúde total                                                              | 12              |
| Estab. de Saúde público total                                                      | 10              |
| Estab. de Saúde público municipal                                                  | 10              |
| Estab. de Saúde privado total                                                      | 2               |
| Estab. de Saúde privado com fins lucrativos                                        | 2               |
| Estab. de Saúde sem internação total                                               | 10              |
| Estab. de Saúde com apoio à diagnose e terapia total                               | 2               |
| Estab. de Saúde sem internação público                                             | 10              |
| Estab. de Saúde com apoio à diagnose e terapia privado                             | 2               |
| Estab. de Saúde especializado sem internação total                                 | 4               |
| Estab. de Saúde com especialidades sem internação total                            | 1               |
| Estab. de Saúde geral sem internação total                                         | 7               |
| Estab. de Saúde especializado sem internação público                               | 2               |
| Estab. de Saúde com especialidades sem internação público                          | 1               |
| Estab. de Saúde geral sem internação público                                       | 7               |
| Estab. de Saúde especializado sem internação privado                               | 2               |
| Estab. de Saúde SUS                                                                | 10              |
| Estab. de Saúde plano de terceiros                                                 | 2               |
| Estab. de Saúde próprio                                                            | 2               |
| Estab. de Saúde único total                                                        | 12              |
| Estab. de Saúde único público                                                      | 10              |
| Estab. de Saúde único privado                                                      | 2               |
| Eletrocardiógrafo                                                                  | 1 equipamentos  |
| Estab. de Saúde com atend. ambul. total                                            | 10              |
| Estab. de Saúde com atend. ambul. sem atendimento médico                           | 2               |
| Estab. de Saúde com atend. ambul. com atendimento médico em especialidades básicas | 8               |
| Estab. de Saúde com atend. ambul. com atendimento odontológico com dentista        | 3               |
| Estab. de Saúde que prestam serviço ao SUS Ambulatorial                            | 10              |

## Transportes
- Frota (2006)

| Veículos        | Quantidade |
| Automóvel       | 1.200      |
| Caminhão        | 132        |
| Caminhão trator | 15         |
| Caninhonete     | 135        |
| Micro-ônibus    | 6          |
| Motocicleta     | 815        |
| Motoneta        | 78         |
| Ônibus          | 9          |
| Trator de rodas | 0          |

- Rodoviário
  - Distâncias aproximadas aos principais centros (km):
    - Belo Horizonte: 129
    - Rio de Janeiro: 560
    - São Paulo: 535
    - Brasília: 850
    - Vitória: 665
    - Divinópolis:25
    - Itaúna: 43
- Principais rodovias que servem de acesso a Belo Horizonte:
  - MG-050
  - BR-262
- Principais rodovias que servem ao município:
  - BR-262
  - MG-252

## Agropecuária
- Principais Produtos Agrícolas: (2006)

| Produto               | Área colhida (ha) | Produção (t) | Rendimento médio (kg/ha) |
| Banana (2003)         | 3                 | 24           | 8.000,00                 |
| Cana-de-acucar (2003) | 40                | 2.000        | 50.000,00                |
| Café (2003)           | 5                 | 4            | 800,00                   |
| Feijão (2006)         | 15                | 15           | 16.000,00                |
| Laranja (2003)        | 15                | 120          | 8.000,00                 |
| Mandioca (2003)       | 40                | 400          | 10.000,00                |
| Milho (2006)          | 250               | 1.125        | 262.000,00               |

- Principais efetivos: (2005)

| ESPECIFICAÇÃO | No. DE CABEÇAS |
| BOVINOS       | 15.124         |
| CAPRINOS      | 50             |
| EQUINOS       | 500            |
| GALINACEOS    | 260.000        |
| SUINOS        | 5.000          |

## PIB
- Produto Interno Bruto (PIB) a preços correntes R$(mil)

| ANO  | AGROPECUÁRIO | INDUSTRIA | SERVIÇO | TOTAL  |
| 1998 | 2.961        | 15.387    | 13.610  | 31.958 |
| 1999 | 3.140        | 13.439    | 13.768  | 30.347 |
| 2000 | 3.275        | 16.102    | 14.716  | 34.093 |
| 2001 | 3.227        | 15.731    | 16.464  | 35.422 |
| 2002 | 5.315        | 17.354    | 17.866  | 40.535 |
| 2004 | 7.968        | 42.338    | 24.896  | 77.277 |